# Силин, Фёдор Андреевич
Фёдор Андреевич Силин (1866—1961) — геолог-самоучка, внесший большой вклад в разведку месторождений Ольгинского, Кавалеровского и Дальнегорских районов Приморского края.

## О роде Силиных
Первым из известных Силиных был крестьянин Пермской губернии Марк Феодосиевич Силин. Примерно в 50-е годы XIX века он снялся с мест и отправился вместе с семьёй на Восток.
18 августа 1860 года с участием семьи Силиных основано село Пермское-на-Амуре. Впоследствии, на месте деревни вырос город Комсомольск-на-Амуре и до сих пор одна из рек носит название Силинки, а в черте города до сих про сохранился Силинский лес.

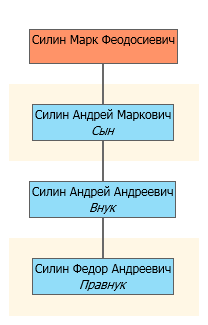
Краткая родословная Силина Федора Андреевича (1866—1961)

Около 1864 года Андрей Маркович Силин вместе с другими крестьянами селения Троицкого (150 человек) деревни Пермской (40 человек), селения Оханского (3 человека) и Тамбовского (7 человек) на пароходе приплыли в пост Святой Ольги и поднявшись по реке основали село Пермское. Там же у Андрея Андреевича Силина 02.01.1866 года родился сын Федор Андреевич Силин.

## Основные вехи жизни Силина Ф. А
Известно, что в детстве Фёдор жил в деревне Пермской. Начальное образование получил у дьячка, а в дальнейшем учился самостоятельно. В одиннадцать лет отец подарил сыну ружьё и сам учил сына лесным премудростям.
Казалось бы, что Федору уготована судьба охотника, трудная, но желанная многими переселенцами. Тем более странным выглядит превращение охотника в рудознатца, случившееся с Федером Силиным к концу 90-х годов XIX века.
В 1898 году Фёдор поступил на службу к Юлию Ивановичу Бринеру. От этого периода жизни сохранился один интересный документ, говорящий о растущем интересе промышленников к этому богатому металлами району: «Удостоверение. Дано крестьянину деревни Пермской, Ольгинского стана Фёдору Силину в том, что дано разрешение в производстве поисков полезных ископаемых в пределах рек Таухэ и Судухэ, которые должны состоять в поверхностном осмотре местности и собирании образцов полезных ископаемых без повреждения лесонасаждений».
С 1898 по 1912 годы Фёдор Силин служил у разных людей: Бринера, Арцта, генерала Крупенского, инженера Дервиз, консультировал В. К. Арсеньева.
В 1913—1914 годах Фёдор Андреевич Силин работает проспектором поисковиком от Петроградского геологического комитета. В 1913 году ему присвоено звание проспектора. В этот период много занимается самообразованием.
Год 1914 принёс изменения. Фёдор Силин мобилизован в армию и служит в городе Иркутске. Так проходит лето, осень, зима. Весной 1915 года по ходатайству Петроградского геологического комитета Федора освободили от военной службы на горные поисковые работы и по изысканию местоположения железной дороги.
Зиму 1916 года Ф. Силин встречает в Петрограде. Он вновь в армии и работает в мартеновском цехе Путиловского завода. Там он вступает в ряды РСДРП. После Октябрьской революции он имел встречу с В. И. Лениным в доме Ксешинской.
В 1922 году Фёдор вернулся к мирной профессии — отстраивается дом, восстанавливается хозяйство. Два года продолжалась распашка новых земель и как только она была закончена Федор вновь уходит в тайгу. Теперь он ищет породы, сортирует их, составляет научные коллекции. В это время он работает с профессором Козловым и инженером Пуртовым, геологами: Никитиным, Аденцом, Хрущевым и др.
В 1930 году Фёдор Андреевич сделал доклад в комиссию ВАСХНИЛ.
В 1932 году Силин выдвинут на работу заведующим райсельхозотделом Ольгинского района, но уже следующим летом по ходатайству геологического комитета переведён в Геолком. В течение двух сезонов 1933—1934 г.г. указал инженерам Волоровичу Г. П. и Рубенко Т. Д. новые месторождения полиметаллов и молибдена.
В 1935 году Фёдор Силин перешёл в образовавшийся комбинат «Сихали» на должность проспектора — поисковика.
С 1937 года работал в экспедициях АН СССР и тресте «Цветметразведка».
В 1938 году в судьбе Фёдора Андреевича Силина наступают резкие перемены: вся семья и сам Федор арестованы. Вскоре Федора Андреевича отпускают.
Весь 1939 год Фёдор нигде не работал, а в следующем году был выслан в Казахстан. Там он жил и работал на комбинате «Teкeли», в 1940—1945 годах им было открыто около 150 новых рудоточек, четыре рудоносных полосы редких металлов: платины, сурьмы, молибдена, исландского шпата. Было собрано более 200 коллекций, составлена обзорная геологическая карта.
В 1945 году Фёдор Андреевич вернулся в Приморье и проживал в городе Сучане (ныне Партизанск), вёл обработку накопленных материалов.
С 1947 года Силин опять работал проспектором поисковиком в ГРП Приморского края. Найдено Монастырское месторождение, Тетюхинское месторождение (в архиве ХГОКа хранится список открытых им месторождений). В нём более 560 наименований.
Старость и болезнь ног не позволили Фёдору Андреевичу Силину продолжить работу. В 1952 году он поселился в городе Сучан и последующие годы занимался обработкой полученных материалов.
Так продолжалось до 1961 года, когда Фёдор Андреевич Силин умер от гангрены обеих ног.
В память о заслугах талантливого и беззаветно преданного Приморью рудознатца Федора Андреевича Силина был назван один из рудников ХГОКа — рудник Силинский.